# Gertrude O'Brady
Gertrude O'Brady, de son vrai nom Gertrude Allen Mac Brady, née le 13 septembre 1903 à Evanston et morte le 22 novembre 1978 à Rome, est une artiste peintre américaine.

## Biographie
Issue d'une famille aisée, Gertrude Mac Brady connait une jeunesse privilégiée au cours de laquelle elle étudie le piano. À 24 ans, elle découvre qu'elle est atteinte d'une anémie. Elle se marie deux fois, mais ce ne sont pas des mariages heureux et, pressée par la maladie, elle cherche une forme d'accomplissement. Elle décide de se rendre en Espagne pour y combattre les nationalistes mais n'atteindra jamais sa destination. Passée par la France, elle est contrainte de s'arrêter à Paris pour se soigner. C'est là qu'elle se fait appeler O'Brady, plus facile, selon elle, à prononcer par les français.
En automne 1939, elle fait la connaissance d'Anatole Jakovsky. Il la pousse à peindre, s'émerveille de ses progrès, la comparant bientôt au Douanier Rousseau. Sans formation ni vocation particulière, elle se met à peindre 12 à 15 heures par jour et réalise une soixantaine de tableaux au cours des deux années qui suivent. En 1941, elle est internée en tant qu'Américaine au « camp d'accueil » de Vittel où elle réalise une centaine de portraits de ses codétenus au crayon à papier. Libérée en 1944, elle est hébergée par une concitoyenne près de Versailles, où elle continue de réaliser des portraits toujours à la mine de plomb ou à la sanguine. En 1946, elle expose au salon de Paris où ses œuvres reçoivent un accueil enthousiaste. Elle fréquente alors de nombreuses personnalités de l'époque, notamment Jules Supervielle, Jean Cocteau, Paul Éluard, Jean Paulhan, Francis Ponge, ou Jean Dubuffet. En février 1948, la galerie Maeght présente trente dessins et huit gouaches de Gertrude O'Brady. Cette nouvelle exposition Portrais français, hommes et rues s'ouvre sur un poème de Jules Supervielle. O'Brady, disposant de très peu de temps, l'artiste elle-même écrit la préface, relatant ses rencontres avec ses modèles et amis, artistes et écrivains.
Malade, elle retourne aux États-Unis en 1949, où quelques expositions de ses œuvres sont organisées avant qu'elle ne cesse de peindre au début des années 1950. Elle se rend ensuite en Italie et se retire dans un couvent à Rome.